# Металлиди, Жанна Лазаревна
Жа́нна (Жаннэ́та) Ла́заревна Металли́ди (1 июня 1934, Ленинград — 7 июня 2019, Санкт-Петербург) — советский и российский композитор, музыкальный педагог, автор камерных сочинений, произведений для юных пианистов, а также пособий по сольфеджио и композиции, заслуженный работник культуры РСФСР (1989).

## Семья
Родилась в Ленинграде 1 июня 1934 года. Отец Жанны, Лазарь Харлампиевич Металлиди, имел греческое происхождение (его родители, уроженцы Салоников, в 1912 году бежали из Константинополя в Ялту). Переехав позже в Ленинград, он стал работать в мастерской Кировского театра мастером по пошиву театральной обуви. Женился на Татьяне Петровне Савинковой. В годы Великой Отечественной войны семья Металлиди пережила блокаду, во время которой у них родился младший сын Пётр. Осенью 1942 года отец, работавший сапожником на военных заказах, был расстрелян по обвинению в «экономической контрреволюции».

## Образование
Жанна Лазаревна начала заниматься музыкой в дошкольном возрасте и ещё весной 1941 года успешно сдала экзамены в специальной школе-десятилетке при консерватории для особо одарённых детей. Но учёбе помешала война. Подготовившись заново, после войны она поступила в музыкально-педагогическое училище на улице Воскова, а через два года была зачислена на второй курс училища при Ленинградской консерватории в класс Г. И. Уствольской.
После выпуска из училища Ж. Металлиди поступила в Ленинградскую консерваторию в класс композиции О. А. Евлахова и окончила её в 1960 году.

## Творчество
Ещё будучи студенткой, Жанна Металлиди начала работать в 1959 году концертмейстером в Театральном институте им. А. Н. Островского. В 1960 году была приглашена в детскую музыкальную школу № 11, чтобы возглавить только что созданный в ней класс композиции.
С 1963 года Ж. Л. Металлиди — преподаватель детской музыкальной школы № 11 Василеостровского района в Санкт-Петербурге (композиция и сольфеджио). Её произведения с успехом исполняются как в России, так и за рубежом. Является основателем фундаментальной композиторской и теоретической школы для начального этапа обучения музыке. Автор множества учебников для детей. Совместно с А. И. Перцовской создала школу обучения сольфеджио от дошкольного до выпускного класса — «Мы играем, сочиняем и поём».
Среди многочисленных её учеников — известные скрипачи Борис Иоффе, Илья Грингольц, композитор Андрей Тихомиров, пианисты Александр Пироженко и Олег Белов, виолончелист Илья Остромогильский и др.
Член Союза композиторов с 1963 года.
Умерла 7 июня 2019 года в Петербурге на 86-м году жизни. Похоронена на Богословском кладбище.

## Основные сочинения

### Для фортепиано
- «Дом с колокольчиком»
- «Музыкальный сюрприз»
- «Лесная сказка»
- «Самый лучший день»
- «Золотое кольцо России»
- «Воспоминания о Севере»
- «Эрмитажные зарисовки»
- «Музыкальные портреты литературных героев»
- «Махи на балконе»
- «Домовой»
- «Тихо падает снег»

### Ансамбли в четыре руки
- «Иду, гляжу по сторонам»
- «Любимые сказки»
- «С Севера на Юг»

### Для инструмента и фортепиано
- Для скрипки — Соната (1957)
- Для тромбона — Соната (1975)

### Для скрипки соло
- «Нежно, скрипочка, играй»
- «Лунная дорожка»

### Для симфонического оркестра
- Симфония
- Симфониетта
- Петербургское барокко

### Для инструмента с оркестром
- Концерт для флейты с оркестром
- Концертино для скрипки и камерного оркестра
- Концерт для трубы и камерного оркестра

### Камерные сочинения
- Квинтет для традиционного состава

### Для голоса и фортепиано
- Это очень интересно! (1969)
- Песни простых людей (слова народные, 1957)
- Песни большого пути (слова Уолта Уитмена, 1958)

## Награды и звания
- Орден Дружбы (9 мая 2005 года) — за заслуги в области культуры и искусства, многолетнюю плодотворную деятельность[4].
- Заслуженный работник культуры РСФСР (28 декабря 1989 года) — за заслуги в области советской культуры и многолетнюю плодотворную работу[5].
- Знак «Жителю блокадного Ленинграда».